# Detox
Detox (detoxification, nghĩa là giải độc cơ thể) là một loại phương pháp điều trị y học thay thế nhằm mục đích loại bỏ các "độc tố" không xác định khỏi cơ thể - những chất mà theo như những người đề xướng nó tuyên bố, rằng đã tích lũy trong cơ thể và có thể gây ảnh hưởng tạm thời hoặc lâu dài tới sức khỏe của cá nhân. Các hoạt động liên quan đến việc "giải độc cơ thể" bao việc gồm ăn kiêng, nhịn ăn, hoặc ăn uống một cách tăng cường hoặc hạn chế hoặc tránh một số loại thực phẩm cụ thể (như chất béo, carbohydrate, trái cây, rau, nước ép, thảo mộc hoặc nước thường), các liệu pháp nhằm "làm sạch ruột", thải sắt hay loại bỏ các chất trám răng (nha khoa) ra khỏi cơ thể. Với mục đích quảng cáo "phòng ngừa bệnh", "nâng cao sức khỏe", "giảm cân", vân vân.
Các nhà khoa học và tổ chức y tế đã chỉ trích khái niệm detox vì sự thiếu căn cứ khoa học của nó và vì thiếu bằng chứng xác thực cho các tuyên bố. Các "độc tố" thường không được xác định cụ thể, hay có rất ít hoặc không có bằng chứng về sự tích lũy độc tố ở bệnh nhân. Tổ chức Sense About Science của Anh đã mô tả một số chế độ ăn kiêng và các sản phẩm thương mại của detox là "lãng phí thời gian và tiền bạc",  trong khi Hiệp hội Dinh dưỡng Anh gọi ý tưởng này là "vô nghĩa" và là "hoang đường tiếp thị". Dara Mohammadi  tóm tắt rằng detox là "một trò lừa đảo [...] một khái niệm giả y khoa được thiết kế chỉ nhằm để bán cho bạn các sản phẩm", và Edzard Ernst, giáo sư danh dự của y học bổ sung, phương pháp điều trị giải độc y tế chính thống đã bị "đánh cắp bởi các doanh nhân, những tên lang băm và kẻ bán thuốc dạo để thu lợi từ một phương pháp điều trị không có thật".

## Các loại

### Chế độ ăn kiêng Detox
Chế độ ăn kiêng Detox là chế độ ăn được tuyên bố có tác dụng "giải độc cơ thể". Các ý tưởng chung đằng sau vấn đề này cho rằng hầu hết mọi loại thực phẩm đều tồn tại các "chất ô uế", là những thành phần được coi là hoàn toàn không cần thiết cho sức khỏe con người, như các loại hương liệu, chất tạo màu thực phẩm, thuốc trừ sâu và chất bảo quản. Các nhà khoa học, chuyên gia dinh dưỡng và bác sĩ, trong khi nhìn chung "chế độ ăn kiêng giải độc" là vô hại (trừ khi nó gây ra thiếu hụt dinh dưỡng), thường bác bỏ giá trị và sự cần thiết của "chế độ ăn kiêng giải độc", do thiếu bằng chứng thực tế hoặc luận cứ logic. Trong trường hợp một người mắc bệnh, niềm tin vào tác dụng của chế độ ăn uống giải độc có thể dẫn đến trì hoãn hoặc không tìm đến cách điều trị hiệu quả.
Chế độ ăn kiêng giải độc có thể liên quan đến việc tiêu thụ một số loại thực phẩm nhất định cực kỳ hạn chế (chỉ có nước hoặc nước trái cây, ví dụ, một hình thức nhịn ăn được gọi là nhịn ăn dùng nước trái cây), loại bỏ một số nhóm thực phẩm (như chất béo) khỏi chế độ ăn uống, hoặc loại bỏ không ăn các thực phẩm chế biến sẵn và bị cáo buộc có chất kích thích. Chế độ ăn kiêng Detox thường kèm nhiều chất xơ. Những người đề xuất cho rằng điều này khiến cơ thể đốt cháy chất béo tích lũy, giải phóng "chất độc" được lưu trữ trong máu, sau đó có thể chúng được loại bỏ qua máu, da, nước tiểu, phân và hơi thở. Những người đề xuất tuyên bố rằng những thứ, như mùi cơ thể đã thay đổi chính là dấu hiệu rằng chế độ ăn kiêng giải độc đã phát huy tác dụng. Trong khi quan điểm y học chính thống là cơ thể sẵn có cơ chế loại bỏ độc tố trong thực phẩm (đó chính là chức năng của gan, thận), và chế độ ăn uống lành mạnh là tốt nhất cho cơ thể. Mặc dù nhịn ăn ngắn trong một ngày không có khả năng gây hại, nhưng nhịn ăn kéo dài (theo khuyến cáo của một số chế độ ăn kiêng Detox) có thể gây hậu quả nguy hiểm cho sức khỏe hoặc thậm chí có thể gây tử vong.

### Làm sạch ruột
Làm sạch ruột bao gồm việc sử dụng thuốc xổ (đại tràng) có chứa một ít muối, và đôi khi kèm cà phê hoặc thảo dược để loại bỏ các thành phần thực phẩm, mà theo những người đề xuất, vẫn tồn đọng trong ruột kết, tạo ra các triệu chứng không rõ và sức khỏe không tốt. Tuy nhiên, đại tràng thường không yêu cầu bất kỳ sự trợ giúp bên ngoài nào nhằm để làm sạch chính nó. Việc thực hiện điều này có thể nguy hiểm nếu thực hành không đúng.